# Jardin Claire-Motte
Le jardin Claire-Motte est un espace vert du 17e arrondissement de Paris, dans le quartier des Batignolles.
Il est connu pour ses vestiges et les vues photogéniques qu'il propose sur la Tower-Flower.

## Situation et accès
Le jardin est accessible par la rue Marguerite-Long.
Il est desservi par la ligne 13 à la station Porte de Clichy.

## Origine du nom
Ce jardin rend hommage à la danseuse étoile de l'Opéra de Paris Claire Motte (1937-1986).

## Historique
Le jardin est créé en 2005 à l'emplacement de l'ancien réseau des voies ferrées de la ligne Paris-Saint-Germain-en-Laye et du bastion no 45 de l'enceinte de Thiers.

## Bâtiments remarquables et lieux de mémoire
- Vestiges du bastion no 45 de l'enceinte de Thiers.
- La Tower-Flower.

Jardin Claire Motte
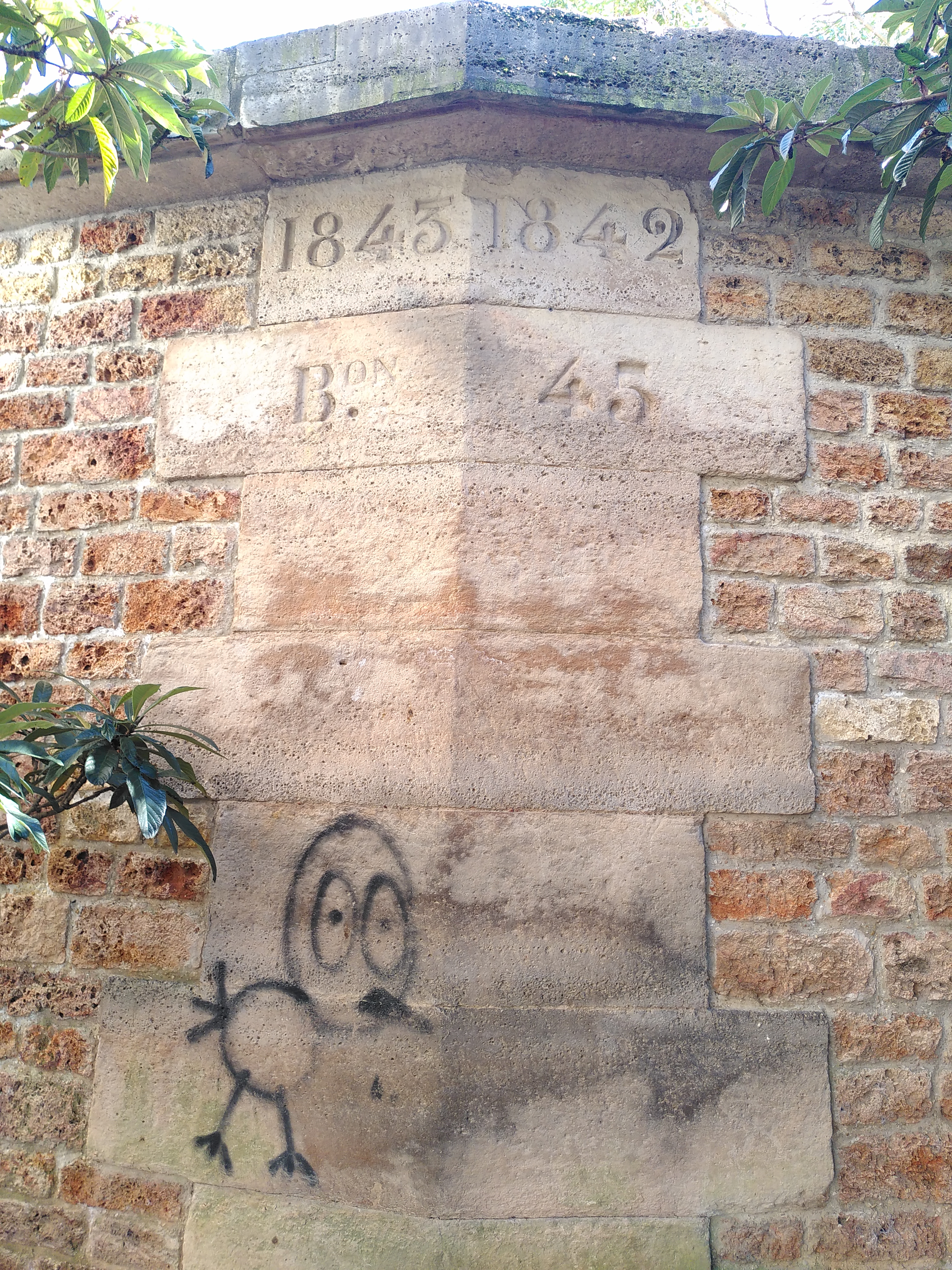
Arrête du mur d'escarpe du bastion 45.
Vue sur la Tower-Flower.
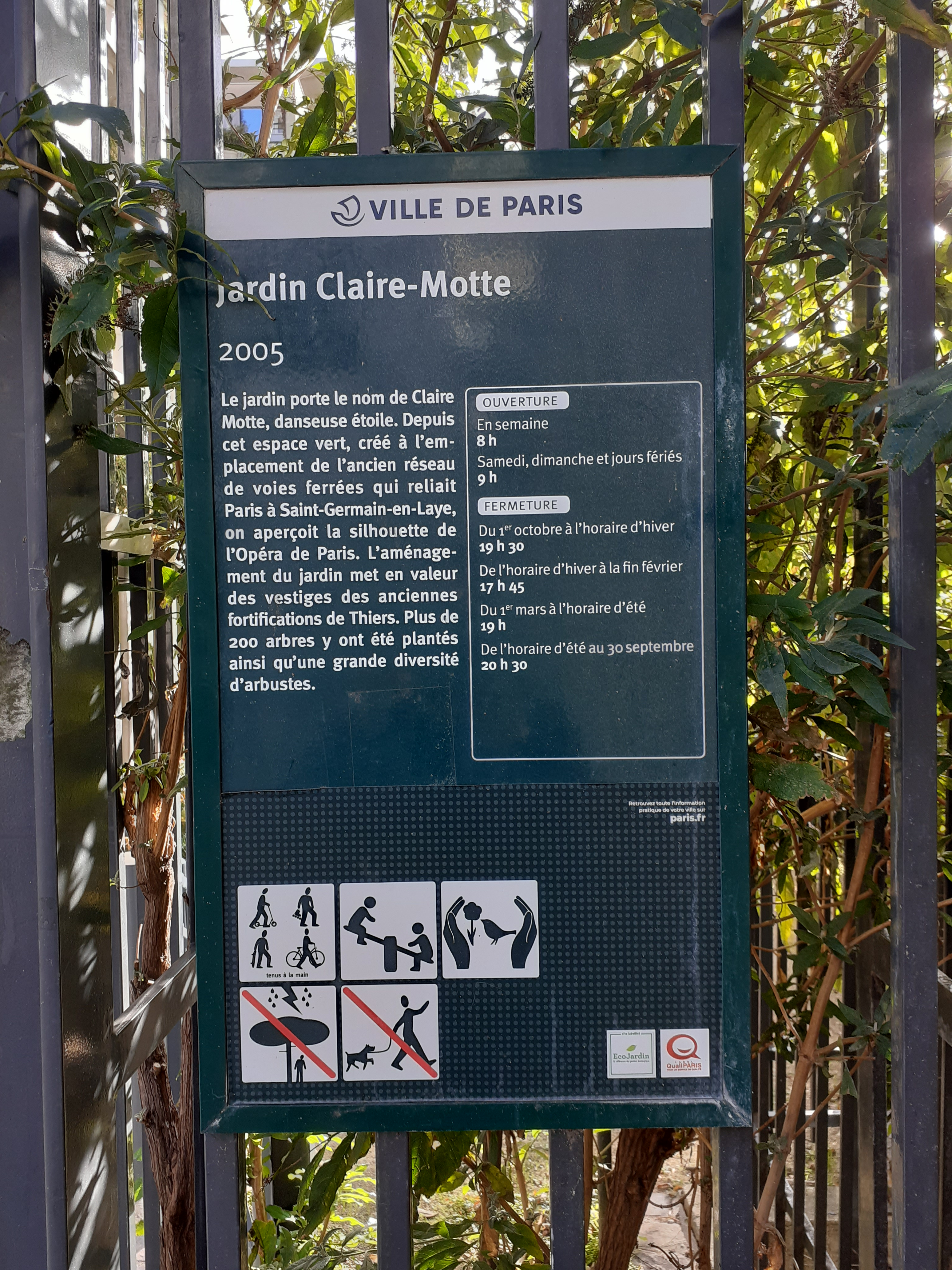
Entrée du jardin depuis la place Louis-Bernier.
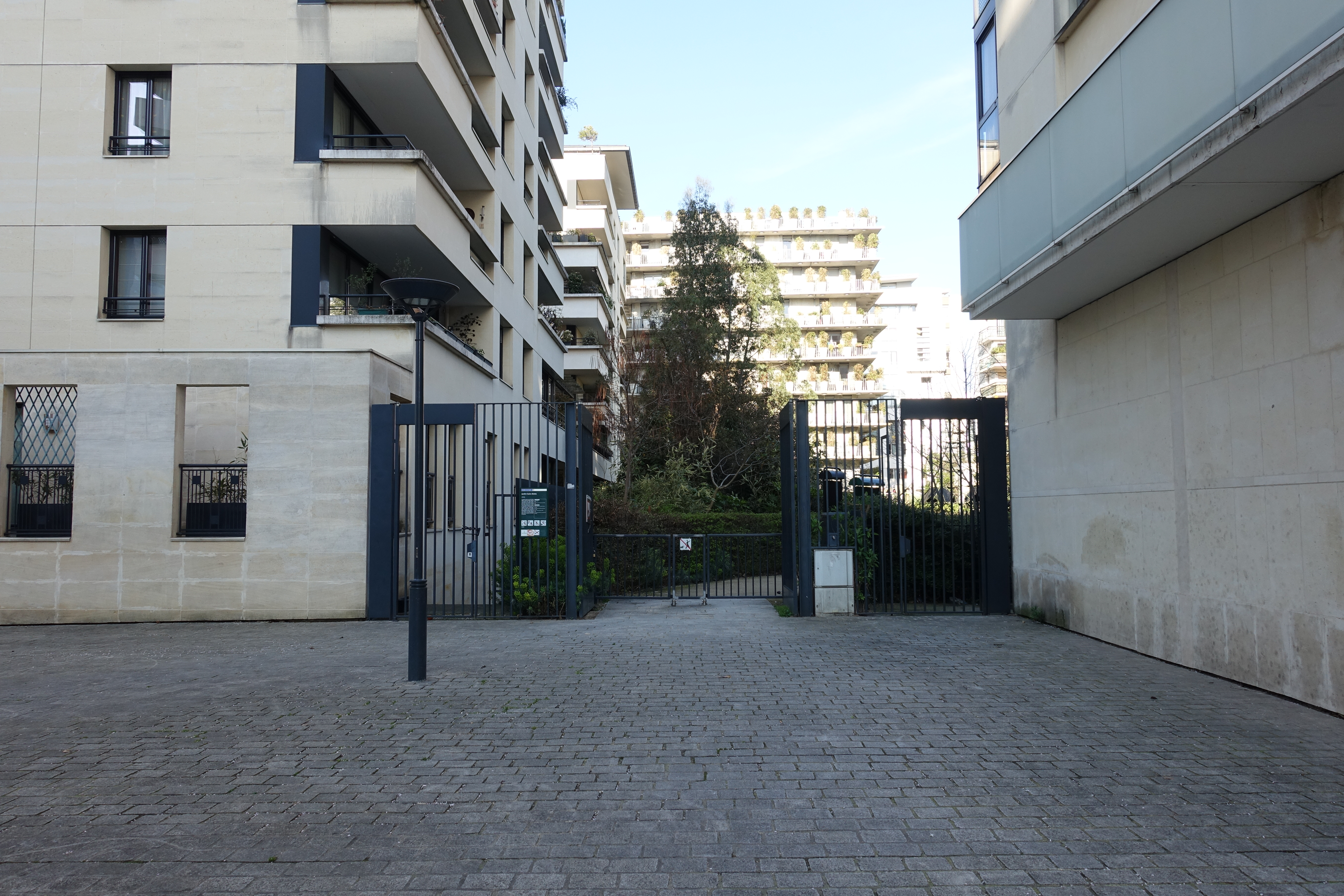
Sortie sud du jardin, vers la rue Albert-Roussel.
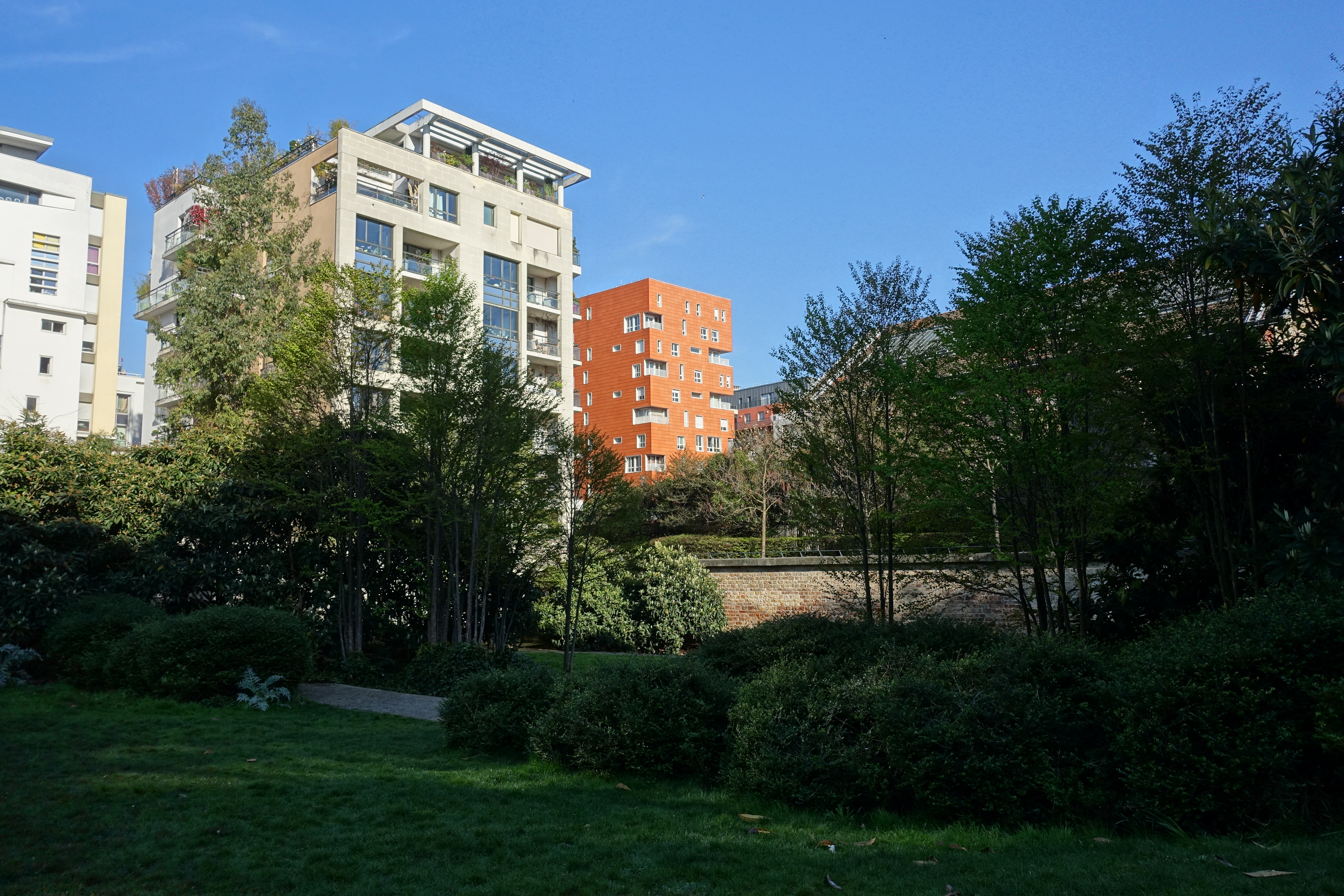
Vue des vestiges.